# Variable d'estat
En termodinàmica, l'estat d'un sistema està caracteritzat per un cert nombre de paràmetres anomenats variables d'estat tals com el volum, la temperatura, la pressió, la quantitat de matèria, etc.

## Variables d'estat que caracteritzen un sistema
En termodinàmica, una variable d'estat és una magnitud física macroscòpica que caracteritza l'estat d'un sistema en equilibri. Llavors, donat un sistema termodinàmic en equilibri, es pot escollir un nombre finit de variables d'estat, tal que els seus valors determinen unívocament l'estat del sistema.
El valor d'una funció d'estat només depèn de l'estat termodinàmic actual en què es trobi el sistema, sense importar com va arribar a ell. Això vol dir que si, en un instant donat, tenim dos sistemes termodinàmics en equilibri amb n graus de llibertat i mesurem un mateix valor de n funcions d'estat independents, qualsevol altra funció d'estat tindrà el mateix valor en tots dos sistemes, amb independència del valor de les variables en instants anteriors. En general, els sistemes fora de l'equilibri no poden ser representats per un nombre finit de graus de llibertat, i la seva descripció és molt més complexa.